# Нові Дома
Но́ві Дома́ (рос. Новые Дома) — селище у складі Електростальського міського округу Московської області, Росія.

## Населення
Населення — 1630 осіб (2010; 1821 у 2002).
Національний склад (станом на 2002 рік):
- росіяни — 88 %